# Origo
Origo est un site web d'information créé par d'anciens journalistes de Magyar Narancs et propriété de Magyar Telekom. De site libéral d'opposition, il devient proche du Fidesz après le remplacement de son rédacteur en chef en juin 2014.